# Úrvalsdeild 1927
Thống kê của Úrvalsdeild mùa giải 1927.

## Tổng quan
Số đội tham gia giảm xuống còn 4 vì ÍBV không thi đấu. KR giành chức vô địch.

## Bảng xếp hạng
| Vị thứ | Câu lạc bộ | St | T | H | B | BT | BB | HS  | Đ |
| 1      | KR         | 3  | 3 | 0 | 0 | 12 | 2  | +10 | 6 |
| 2      | Valur      | 3  | 2 | 0 | 1 | 5  | 3  | +2  | 4 |
| 3      | Víkingur   | 3  | 1 | 0 | 2 | 4  | 6  | -2  | 2 |
| 4      | Fram       | 3  | 0 | 0 | 3 | 0  | 10 | -10 | 0 |